# 925 (álbum)
 925  es el álbum debut de estudio de la agrupación inglesa de indie pop Sorry, publicado el 27 de marzo de 2020 por el sello  Domino Recording Company.

## Recepción
925 925 recibió críticas generalmente favorables de los críticos. En Metacritic, que asigna una calificación promedio ponderada de 100 a las reseñas de las principales publicaciones, este lanzamiento recibió una calificación promedio de 79, según 15 reseñas.

## Lista de canciones
| 925 track listing |                         |          |  |
| N.º               | Título                  | Duración |  |
| 1.                | «Right Round The Clock» | 4:04     |  |
| 2.                | «In Unison»             | 2:47     |  |
| 3.                | «Snakes»                | 3:41     |  |
| 4.                | «Starstruck»            | 3:28     |  |
| 5.                | «Rosie»                 | 3:50     |  |
| 6.                | «Perfect»               | 2:45     |  |
| 7.                | «As The Sun Sets»       | 3:59     |  |
| 8.                | «Wolf»                  | 2:48     |  |
| 9.                | «Rock 'n' Roll Star»    | 2:50     |  |
| 10.               | «Heather»               | 3:23     |  |
| 11.               | «More»                  | 2:22     |  |
| 12.               | «Ode To Boy»            | 2:51     |  |
| 13.               | «Lies (Refix)»          | 4:07     |  |

## Charts
| Listados                            | Posición |
| ----------------------------------- | -------- |
| Escocia (Scottish Albums Chart)     | 49       |
| Reino Unido (UK Independent Albums) | 13       |

## Historial de lanzamiento
| País   | Fecha               | Formato                                 | Sello                    | Ref.   |
| ------ | ------------------- | --------------------------------------- | ------------------------ | ------ |
| Varios | 27 de marzo de 2020 | CD, descarga digital, streaming, vinilo | Domino Recording Company | [ 22 ] |